# Ebba Östlin
Ebba Magdalena Östlin, perioden 1995–2011 Jansson, född 27 oktober 1970 i Skärholmens församling i Stockholm, är en svensk socialdemokratisk politiker. Hon var  kommunstyrelsens ordförande i Botkyrka kommun mellan december 2015 och januari 2023.

## Biografi
Ebba Östlin var 1994 vice ordförande för och från 1 januari till 30 juni 1995 ordförande för studentkåren vid Lärarhögskolan i Stockholm. Hon lämnade ordförandeuppdraget för att bli vice ordförande för Sveriges förenade studentkårer 1995/96 med ansvar för utbildningsfrågor. År 2003 flyttade Ebba Östlin till Botkyrka där hon snart blev kommunalpolitiskt aktiv och valdes i valet 2006 in i kommunfullmäktige i Botkyrka. I mars 2008 valdes hon till ordförande för Socialdemokraterna i Botkyrka.
Ebba Östlin anställdes 2007 på Socialdemokraternas partistyrelses expedition som organisationsombudsman och var i valrörelsen 2010 projektledare för Folkrörelsekampanjen. Valet 2010 innebar fortsatt rödgrönt styre i Botkyrka och i den nya organisationen valdes Ebba Östlin till ordförande för den nya utbildningsnämnden 2011–2014. I samband med förändringar i den politiska ledningen valdes Östlin även till kommunstyrelsens 1:e vice ordförande i mars 2014. Valvinsten 2014 innebar att Östlin fick fortsatt förtroende som kommunstyrelsens 1.e vice ordförande samt som utbildningsnämndens ordförande.

### Kommunstyrelsens ordförande i Botkyrka
I december 2015 utsågs Ebba Östlin till kommunstyrelsens ordförande då den tidigare ordföranden Katarina Berggren lämnat uppdraget för att bli biträdande partisekreterare för Socialdemokraterna.

#### Stängningen av ABF:s fritidsgårdar
På uppdrag av kommunen drev ABF fritidsgårdar och fritidsklubbar för omkring 9 miljoner SEK per år.
Botkyrka kommun beslutade 2022 att ABF Salem-Botkyrkas fritidsgårdar skulle stängas med hänvisning till deras ekonomiska förehavanden, och att drogförsäljning och annan kriminalitet (Vårbynätverket) skulle ha förekommit i verksamheten, vilket hade varit välkänt i kommunen och ABF:s lokala ledning i flera år.:14m33s
Underlaget till beslutet var en rapport som gjordes av 2Secure på uppdrag av kultur- och fritidsnämnden i Botkyrka kommun. Styrelsen för ABF Botkyka accepterade inte nedläggningen och överklagade beslutet i förvaltningsrätten.
Socialdemokraterna i Botkyrka bestod vid tiden av två falanger: en som var lojal med Östlin, och en minoritet som ansåg att Östlin toppstyrde kommunen. När ABF slog sig ihop med minoritetsfalangen uppstod en maktkamp.
Riksdagsledamoten Christina Zedell som är ordförande för ABF Botkyrka/Salem och även sitter i fullmäktige för Socialdemokraterna i Botkyrka menade att uppgifterna om fritidsgårdarna var inkorrekta, och väckte en fråga om förtroendeomröstning mot Östlin. Vid ett medlemsmöte den 28 januari 2023 tvingades Östlin lämna sin plats som ordförande i kommunstyrelsen, då hon vid förtroendeomröstningen förlorade med rösterna 88 mot 91. Östlins avsättning har kallats ett exempel på entrism av socialdemokratiska politikern Ann-Sofie Hermansson i Göteborg. En intern utredning utförd av Stockholms Läns Socialdemokratiska Partidistrikt sade att det inte fanns belägg för, eller indikationer på, infiltration av kriminella, och att en kupp genomförd av nyanslutna medlemmar inte hade varit möjlig.
Magdalena Andersson, som då var Sveriges statsminister och Socialdemokraternas partiordförande, hade inför valet 2022 sagt att man skulle vända på alla stenar för att få bukt med gängkriminaliteten,:19m men Östlin kom att tvingas bort från sin post som kommunstyrelsens ordförande på ett avgörande möte där Socialdemokraternas partistyrelsen fattade beslut att utesluta 100 nya medlemmar (som stödde Östlin) med motiveringen att de blivit inrekryterade på fel grunder, men att de var välkomna tillbaka dagen efter omröstningen rörande Östlin. Enligt journalisten och tidigare Socialdemokratiska politikern Andreas Henriksson upplevde sig Magdalena Andersson i efterhand lurad.:30m30s
Efter den turbulens som uppstod kring stängningen av ABF:s fritidsgårdar lämnade nio socialdemokrater partiet i Botkyrka i augusti 2023 och blev politiska vildar. Detta med hänvisning till en dysfunktionell lokal partiorganisation präglad av vänskapskorruption. Kort därefter lämnade ytterligare 40 socialdemokrater partiet i Botkyrka. Det ledde till att Socialdemokraterna, trots att Botkyrka är ett av Socialdemokraternas starkaste fästen i Sverige, förlorade makten till en koalition mellan det nybildade Oberoende S och bland annat Moderaterna.